# Carrinho de escota
Carrinho de escota ou simplesmente  carrinho é, em náutica, o nome que se dá num veleiro ligeiro a uma peça do poleame que permite regular a posição do ponto de apoio da escota das velas, pelo que se fala de carrinho de escota de vela grande ou de vela de estai. É composto por uma polia que desliza ao longo de uma barra metálica com perfurações para fixá-la no ponto desejado.

## Carrinho da vela grande
O carrinho de escota da vela grande desliza numa barra que se encontra atravessada no poço e permite ao mesmo tempo caçar ou folgar a retranca assim como puxa-la mais ou menos para o centro do veleiro. Na bolina cerrada  ela pode mesmo encontrar-se ligeiramente a barlavento do  eixo do navio, e no largo aberto encontrar-se na extremidade da barra, a sotavento.
Todos estes movimentos têm por finalidade aplinar a vela grande segundo a mareação e a força do vento.

## Carrinho da vela de estai
Os carrinhos de escota da vela de estai encontram-se um em cada bordo para permitir caçar ou Folgar a vela de estai. Na figura é na roldana, no. 12, que passa a escota. O facto de se poder avançar ou recuar o carrinho permite aplinar a vela de estai. Geralmente recua-se o carrinho à bolina, e avança-se nas popas mas tem que se ter em conta o tipo de vela (estai, genoa), a mareação e a força do vento. 
Como exemplo, se uma vela de estai se encontre bem regulada, o simples facto de a trocar por um genoa obriga a recuar o carrinho devido á dimensão deste em relação à vela de estai.

## Imagens

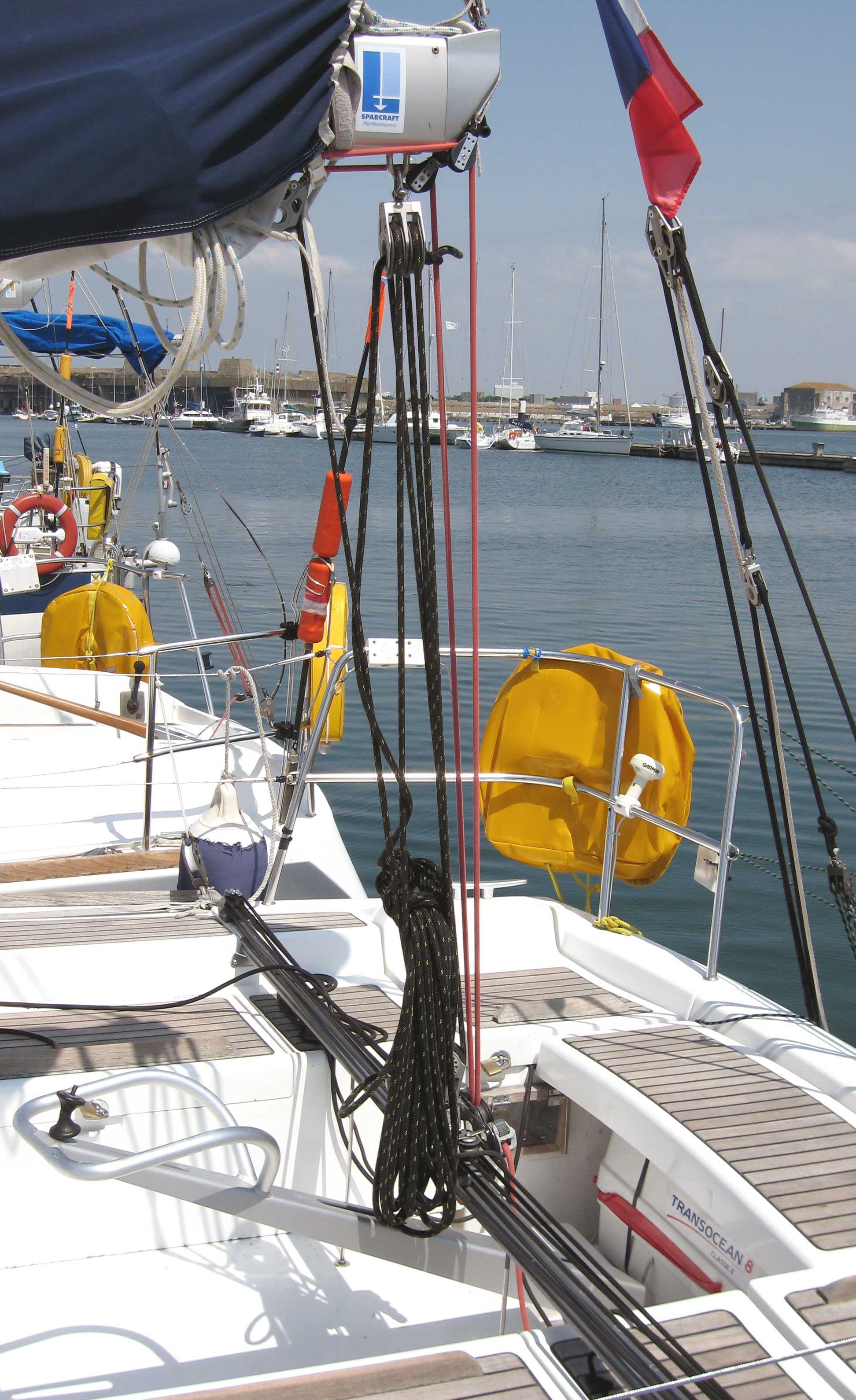
Carrinho da vela grande
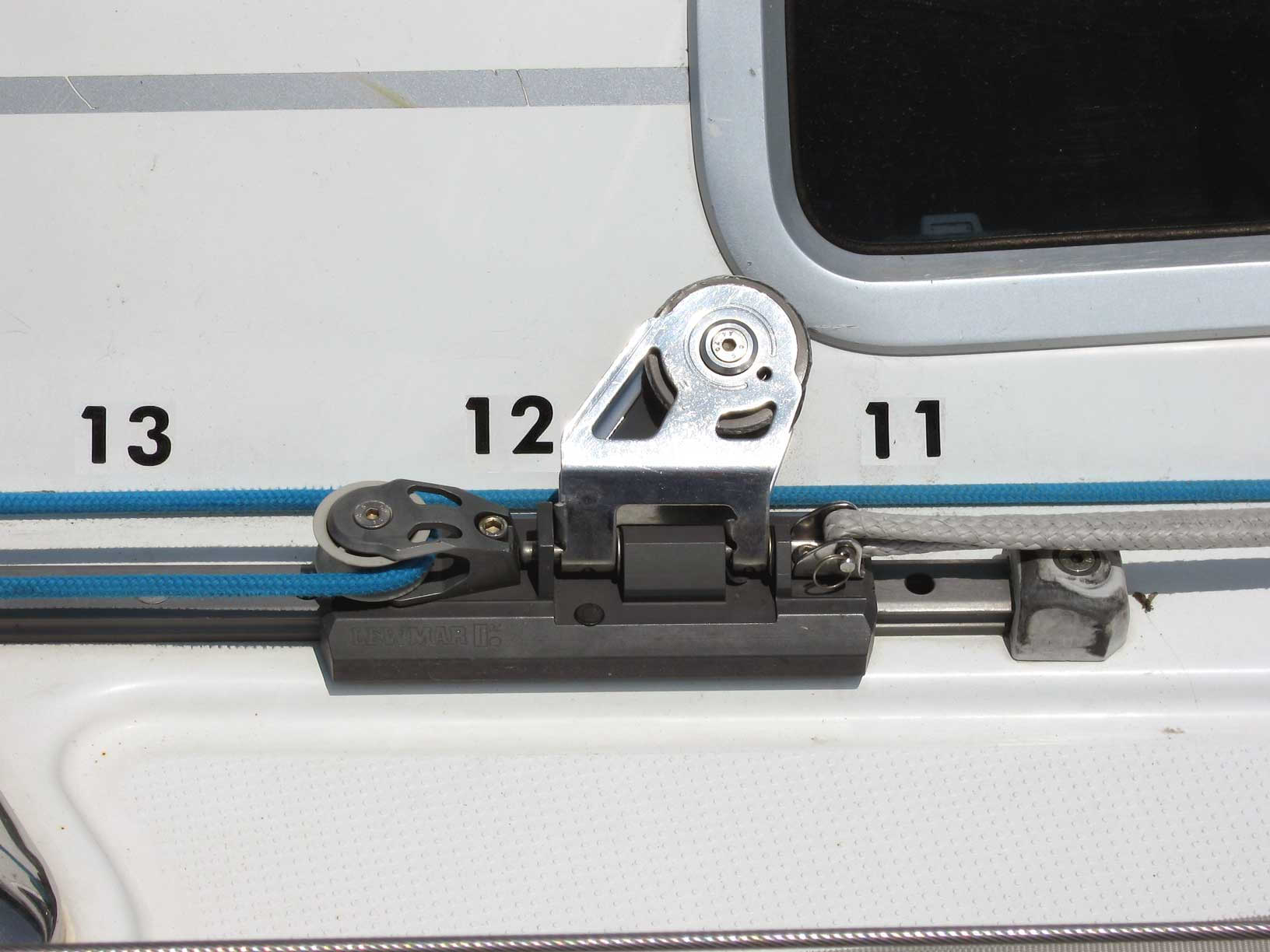
Carrinho da vela de estai